# Podlovics Laura
Podlovics Laura (1996. október 3. –) magyar színésznő, bábművész, író, rendező.

## Életpályája
1996-ban született, Tahitótfaluban nőtt fel. Négy fiatalabb testvére van. 2015-ben érettségizett a váci Boronkay György Gimnáziumban. Érettségi után rövid ideig az ELTE BTK szabad bölcsészet – film és esztétika szakának hallgatója volt. 2017-2022 között a Színház- és Filmművészeti Egyetem bábszínész szakán tanult, Meczner János és Ellinger Edina osztályában. 2022-től a Budapest Bábszínház tagja.
Gajda Annával írt első darabját – „Nem félünk a sötétben“ – saját rendezésében 2023. október 28-án mutatta be a Budapesti Bábszínház Kísérleti Stúdiója, kritikai fogadtatása jó volt.

## Filmes és televíziós szerepei
- Barátok közt (2016–2017) ... Takács Liza
- Drága örökösök (2020) ... Lola
- A mi kis falunk (2021) ... Recepciós
- A Tanár (2021) ... Ancsa
- A Király (2022) ... Rebeka
- Ida regénye (2022) ... Mulató nő